# We Rock (电视节目主题曲)
〈We Rock〉，中国大陆综艺节目《青春有你3》的主题曲，于2021年3月9日发行。
歌曲由节目训练生共同演唱。舞台中心位由羅一舟担任，通过投票选出，与余景天、崔云峰、段星星、姜京佐、劉冠佑、連淮偉、刘隽、孙亦航、孙滢皓、杨智翔一起处于舞台最高处。这次主题曲在演唱和舞蹈上都比往季的更具难度。

## 曲目
| 曲序     | 曲目                |          | 作曲                | 时长 |
| -------- | ------------------- | -------- | ------------------- | ---- |
| 1.       | 〈We Rock〉         | 王雅君   | OBROS；OBROS2；郑楠 | 3:52 |
| 2.       | 〈We Rock〉（伴奏） |          |                     | 3:52 |
| 总时长： | 总时长：            | 总时长： | 总时长：            | 7:44 |

## 舞台公演
| 日期 | 节目          | 电视台/ 播放平台 | 备注     | 来源  |
| ---- | ------------- | ---------------- | -------- | ----- |
|      | 《青春有你3》 | 爱奇艺           | 首次登台 | [ 5 ] |

## 人员
以下内容整理QQ音乐：
| 歌曲 - OBROS（作曲，编曲，和声编写） - OBROS2（作曲，和声编写） - SpeedBumps Music Beijing（制作团队） - 吕易秋（音乐统筹） - 思梦（音乐统筹） - 王雅君（作词） - 许荣臻（声乐总监，声乐指导） - 赵靖（混音工程师） - 郑楠（作曲，编曲，音乐总监，和声编写，和声） | 舞台 - 郭挺筠（型秀总监） - 权宰胜（编舞） - 郑颜泽（舞蹈指导） - 陈雪（舞蹈指导） - 子洋（舞蹈指导） - 阿璇（舞蹈指导） - 明明（舞蹈指导） |